# アレン脳科学研究所
アレン脳科学研究所（Allen Institute for Brain Science）は、アメリカ合衆国のワシントン州シアトルにある神経科学の研究所。どこの大学に属する機関でもない非営利の独立型研究所。ソフトウェア企業マイクロソフトの共同設立者の一人であるポール・アレンが、2003年に1億ドルを寄付して設立した。マウスや人間の脳の切片画像を集めたアレン脳地図（Allen Brain Atlas）の制作と、そのネット上での無料公開で有名。

## アレン脳地図
アレン脳地図（Allen Brain Atlas）は、アレン脳科学研究所が、世界中の研究者に向けて、ネット上で無料で公開している、マウスやヒトの脳に関する様々なデータ。アレン脳地図は、脳のスライスされた切片画像のデータ、色々な遺伝子の脳の各発達段階での遺伝子発現マップ、神経回路の接続状況に関するコネクティビティのデータ、といった情報を含む。各種データや脳地図は、作成が完了したものから順にネット上で公開されている。マウスの遺伝子発現の脳地図のネット上での公開は2006年9月に、人間の脳地図のネット上での公開は2011年4月に行われた。

## 資金
アレン脳科学研究所の設立資金1億ドルは、2003年に、マイクロソフトの共同設立者の一人であるポール・アレンから提供（寄付）された。それ以外にも公的セクターや民間からの様々な資金援助を受けている。2012年にポール・アレンは、研究所に対しさらに3億ドルの追加援助を行った。

## 人物
- クリストフ・コッホ - カリフォルニア工科大学を基盤としてきた意識研究領域の有名な科学者。2011年に研究基盤をアレン脳科学研究所に移すことを決定した。研究基盤を移した理由についてインタビューに答えて「莫大な資金があること」を理由の一つとして挙げた[5]。ポール・アレンは、2012年に行った3億ドルの追加援助の発表において、クリストフ・コッホの才能とビジョンがこの新しい投資の重要な鍵となっている、と語った[6]。

## 脚註
1. ↑  First Ever Brain "Atlas" Completed Aalok Mehta, National Geographic News, September 26, 2006 最終閲覧日 2012年5月19日
2. ↑  「米研究者が「脳の地図」をネット公開」 ITmedia　2011年04月15日 最終閲覧日 2012年5月19日
3. ↑  Allen Human Brain Atlas Updated With Comprehensive Gene Map TS-SI NEWS SERVICE, 18 APRIL 2011 最終閲覧日 2012年5月19日
4. ↑  Paul Allen gives $300 million to expand brain research Reuters Mar 23, 2012 最終閲覧日 2012年5月19日
5. ↑  Allen Institute aims to crack neural code, Nature, Published online 29 March 2011, doi:10.1038/news.2011.190 最終閲覧日 2012年5月19日
6. ↑  Billionaire Paul Allen Pours $500 Million Into Quest To Find The Essence Of Humanity In The Brain Matthew Herper, Forbes, 3/21/2012 最終閲覧日 2012年5月19日